# Adalgisa Ximenes
Adalgisa Maria Soares Ximenes (* 13. März 1968 in Dili, Portugiesisch-Timor) ist eine Diplomatin und Politikerin aus Osttimor. Sie ist Mitglied der FRETILIN.

## Leben

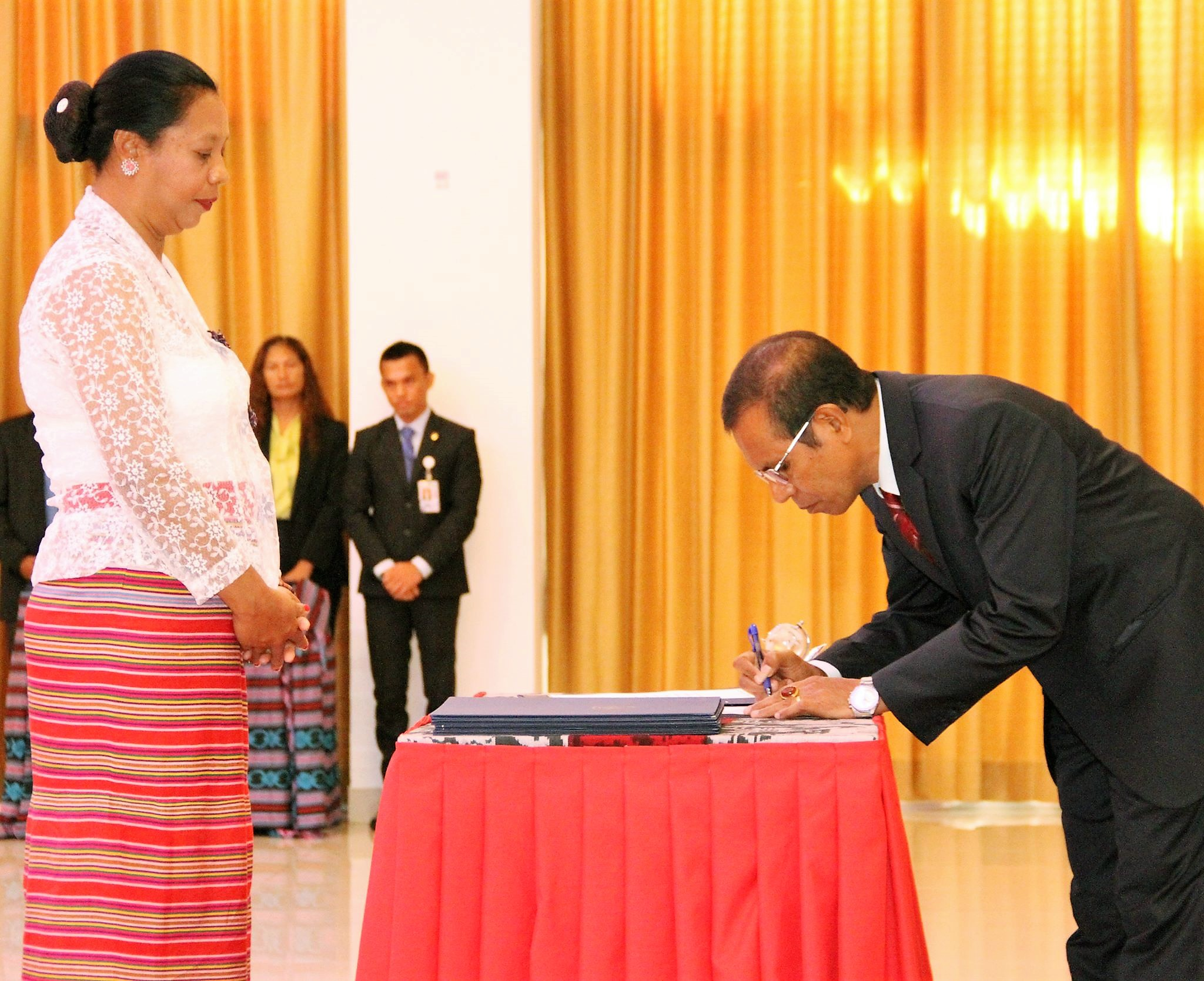
Ximenes erhält ihre Akkreditierung als osttimoresische Botschafterin in Südkorea von Präsident Taur Matan Ruak

Die Schule beendete Ximenes 1989 in Viqueque. 1996 schloss sie ein Psychologiestudium mit einem Bachelor an der Universität Brawijaya im indonesischen Malang ab. Dem folgte ein Studium auf Lehramt bis 2008 an der Universidade Nasionál Timór Lorosa'e in Dili.
Von 1997 bis 1999 war Ximenes Administrator für CARE International, dann bis 2002 Project Officer des LAFAEK Magazine von CARE International. Bei den Wahlen zur verfassunggebenden Versammlung Osttimors 2001 wurde Ximenes für die FRETILIN zur Abgeordneten gewählt. 2002 wurde mit der Wiederherstellung der Unabhängigkeit des Landes aus der Versammlung das Nationalparlament Osttimors. Ximenes war Präsidentin der permanenten Kommission für Gesundheit und Arbeit von 2002 bis 2007 und Sekretärin der weiblichen Parlamentarier von 2005 bis 2007. 2009 nahm sie an Forschungen des UNDP Parliament Projects teil zur Unterstützung von Frauen im Parlament. Von 2009 bis 2010 war Ximenes UNICEF-Commissioner für Kinderrechte in Osttimor.
Am 16. Februar 2016 wurde Ximenes zur Botschafterin Osttimors in Südkorea ernannt. 2021 folgte Ximenes Gregório de Sousa als neuer Botschafter in Südkorea.

## Sonstiges
Ximenes spricht Tetum, Bahasa Indonesia und Portugiesisch fließend.